# Зортов, Урусби Анзорович
Урусби́ Анзо́рович Зо́ртов (осет. Зортаты Амзоры фырт Уырысби; 1888, Эльхотово — 4 марта 1920) — активный участник революционных событий в Северной Осетии.

## Биография
Революционная биография Урусби началась еще в стенах Ардонской духовной семинарии. Если судить по сообщению М. Андиева, то уже в то время Зортов был знаком с марксистской литературой: читал номера газеты «Искра».
В 1905 году Урусби принимает участие в событиях на Минеральных Водах. Все это закончилось исключением его из семинарии.
После этого Зортов бежит в Сибирь и поступает в Иркутское военное училище получая звание юнкера. В результате возникшего конфликта был убит офицер, Урусби ждал военный трибунал, но ему удалось сбежать из тюрьмы.
Два года Урусби под именем Бекзортова Урусбека работал юрисконсультом в конторе одной из железнодорожных станций Восточной железной дороги. Некоторое время он жил в Харбине у дяди, Алексея Габуева. А в 1915 году пытался поступить в Одесское артиллерийское училище, но безуспешно.
В начале 1916 года его призвали в армию. Послали Зортова в Турцию, в 155-й пехотный полк. Здесь он окончил военное училище и стал поручиком, даже был назначен комендантом городка, в котором дислоцировался полк.
В 1917 году он вернулся в Осетию. Узнав, что в Дигории организована партия «Кермен», он едет в Христиановское, знакомится с Гибизовым и Кесаевым. Став членом этой партии, Зортов принимает самое активное участие в создании боевых групп и парт-ячеек в Заманкуле, Карджине, Эльхотово, Эммаусе, Зилги, Шанаево.
В 1918 году У. А. Зортов — начальник штаба осетинских красных отрядов по борьбе с офицерско-кулацкими бандами. После захвата Северной Осетии деникинцами Урусби с боевыми товарищами ушел в лес, откуда устраивались партизанские налеты на вражеские гарнизоны.

## Память
Недалеко от улицы Тельмана, там, где новая линия трамвая поворачивает от основной магистрали к Тереку, расположена улица, названная именем Урусби Зортова — активного участника революционных событий на Тереке.